# مايك جورمان
مايك جورمان (بالإنجليزية: Mike Gorman)‏ هو طيار بحري في الولايات المتحدة ‏ أمريكي، ولد في 24 نوفمبر 1947.